# Hugh Possingham
Hugh Phillip Possingham (né le 21 juillet 1962), est un biologiste et mathématicien australien, scientifique en chef du Queensland, il est surtout connu pour ses travaux en biologie de la conservation, écologie appliquée (en) et théorie écologique de base, y compris l'écologie des populations. Il est également professeur de mathématiques, professeur de zoologie et lauréat d'une bourse de l'Australian Research Council au département de mathématiques et à l'école des sciences biologiques de l'université du Queensland.

## Carrière
Possingham a obtenu son baccalauréat universitaire avec distinction en 1984, du département de mathématiques appliquées de l'Université d'Adélaïde. Il a complété son doctorat à l'Université d'Oxford sous la direction de Michael Bulmer (en) en 1987, grâce à une bourse Rhodes. Sa thèse portait sur la théorie de la recherche de nourriture optimale.
Le premier poste postdoctoral de Possingham était avec Joan Roughgarden à l'Université Stanford, travaillant sur la dynamique de recrutement des communautés intertidales. Il est ensuite retourné en Australie avec une bourse QEII à l'Université nationale australienne, et a entrepris des recherches sur les applications de l'analyse de la viabilité des populations à la biologie de la conservation. Il a déménagé à l'Université d'Adélaïde, d'abord en tant que maître de conférences, puis en 1995 en tant que professeur. En 2000, Possingham a déménagé à une chaire dans les départements de mathématiques et de sciences biologiques de l'Université du Queensland à Brisbane, où il était professeur et lauréat d'une bourse (en) de l'Australian Research Council. Il a été directeur du Centre d'excellence du Conseil de recherche australien  et du Centre de rétablissement des espèces menacées du gouvernement australien. En 2016, il a rejoint The Nature Conservancy en tant que scientifique en chef. En septembre 2020, il a été nommé scientifique en chef du Queensland.
Au cours de sa carrière universitaire, Possingham a publié plus de 650 articles évalués par des pairs et supervisé 135 chercheurs doctorants et postdoctoraux. Il a co-développé le logiciel Marxan (en) pour la planification systématique de la conservation, qui est considéré comme « la contribution la plus importante à la biologie de la conservation issue de la communauté de recherche australienne ». Il a été utilisé pour planifier des réseaux d'aires protégées terrestres et marines pour 5 % de la surface de la Terre, y compris la grande barrière de corail australienne.

## Rôles publics
Possingham est devenu le scientifique en chef du Queensland en 2020, où il fournit des conseils stratégiques de haut niveau en matière de science, de recherche et d'innovation au gouvernement du Queensland et agit en tant qu'ambassadeur de la science dans le Queensland.
Possingham est membre du Wentworth Group of Concerned Scientists (en), a présidé les comités du gouvernement australien sur les points chauds de la biodiversité et sur la diversité biologique, le Smart State Council du gouvernement du Queensland et le Wild Country Science Council de la Wilderness Society.
Possingham a co-écrit "The Brigalow Declaration"  avec le Dr Barry Traill, utilisé par le Premier ministre du Queensland Beattie pour soutenir la fin du défrichement dans le Queensland. Le défrichement dans le Queensland supprimait 500 000 hectares de végétation indigène chaque année et était responsable de 10 % des émissions de gaz à effet de serre de l'Australie ; sa cessation a permis à l'Australie d'atteindre son objectif du Protocole de Kyoto. En 2009, il a proposé de consacrer une fraction proportionnelle des revenus du jeu à la sauvegarde d'une espèce en voie de disparition, à sélectionner par un tirage au sort diffusé à la télévision avant la Melbourne Cup.
De 2016 à 2020, Possingham était le scientifique en chef de The Nature Conservancy, une organisation mondiale de conservation comptant 400 scientifiques et 4 000 employés, qui a protégé plus de 40 millions d'hectares de terres et des milliers de kilomètres de rivières dans le monde.

## Récompenses
Possingham a remporté la médaille de la Société mathématique australienne , la première médaille Fenner pour la biologie végétale et animale de l'Académie australienne des sciences et les prix Eureka (en) 1999 et 2009 pour la recherche environnementale . En 2016, il a reçu le Mahathir Science Award for Tropical Natural Resources, aux côtés de Kerrie Wilson et Eric Meijard.
Il a été élu à l'Académie des sciences australienne en 2005. Il a été le premier Australien à être élu membre de l'Ecological Society of America, et en 2016, il a été élu associé étranger de l'Académie nationale des sciences des États-Unis.
Il est le directeur de l' Australian Research Council Centre of Excellence for Environmental Decisions et du National Environmental Research Hub for Environmental Decisions.